# Rufiji (huyện)
Rufiji là một huyện thuộc vùng Pwani, Tanzania. Thủ phủ của huyện Rufiji đóng tại Utete. Huyện Rufiji có diện tích 13339 ki lô mét vuông. Đến thời điểm điều tra dân số ngày 25 tháng 8 năm 2002, huyện Rufiji có dân số 202001 người.